# Astragalus dolichocarpus
Astragalus dolichocarpus är en ärtväxtart som beskrevs av Mikhail Grigoríevič Popov. Astragalus dolichocarpus ingår i släktet vedlar, och familjen ärtväxter. Inga underarter finns listade i Catalogue of Life.